# Naprzód Janów
Naprzód Janów je profesionální polský hokejový tým. Byl založen v roce 1920. Klub byl založen pod názvem Górnik Janów, v roce 1962 byl přejmenován na současný název.